# Turrell Wylie
Pour les articles homonymes, voir Wylie.
Turrell Verl Wylie, né le 20 août 1927 à Durango, dans le Colorado et mort le 25 août 1984 à Seattle, a été plusieurs années professeur de tibétain à l'université de Washington et président du département des langues et de la littérature asiatique. Le professeur Wylie a fondé le programme d'études tibétaines à l'université de Washington, le premier programme de ce type aux États-Unis. Il a aussi développé une translittération du tibétain en caractères latins qui porte aujourd'hui son nom, la translittération Wylie.

## Biographie
En 1960, après le soulèvement tibétain de 1959, Turrel Wylie invita Jigdal Dagchen Sakya, un des principaux héritiers de l'école Sakyapa du bouddhisme tibétain, avec sa famille et son tuteur Dezhung Rinpoché, à Seattle, où ils s'établirent.
Turrell Wylie a écrit la préface de l'ouvrage Tibet: A Political History publié par Tsepon W. D. Shakabpa. Il en fut aussi rédacteur et co-auteur anonyme. 
Le professeur Wylie est connu des étudiants de tibétain surtout pour le système de translittération tibétaine qu'il décrit dans son article « A Standard System of Tibetain Transcription ». Ce schéma, communément connu sous le nom de Translittération Wylie, a été quasi universellement adopté pour représenter précisément les caractères tibétains au moyen de l'alphabet latin.
Wylie est mort d'un cancer le 25 août 1984. Après sa mort, le dalaï-lama a fait ce commentaire : « Les sentiments forts et authentiques du Docteur Wylie pour le peuple tibétain et sa juste cause resteront pour longtemps vivement appréciés. Avec la mort du docteur Wylie, nous perdons un véritable ami et un érudit distingué des études tibétaines ».

## Publications (selection)

### Livres

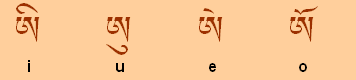
Voyelles tibétaines

- (1950) A Tibetan religious geography of Nepal (Serie Orientale Roma XLII), Rome, Istituto per il Medio ed Estremo Oriente
- (1957) A Place Name Index to George N. Roerich's translation of the Blue Annals (Serie Orientale Roma XV), Rome, Istituto per il Medio ed Estremo Oriente
- (1975) Tibet’s role in Inner Asia. Bloomington, Ind., Indiana University, Asian Studies Research Institute

### Articles

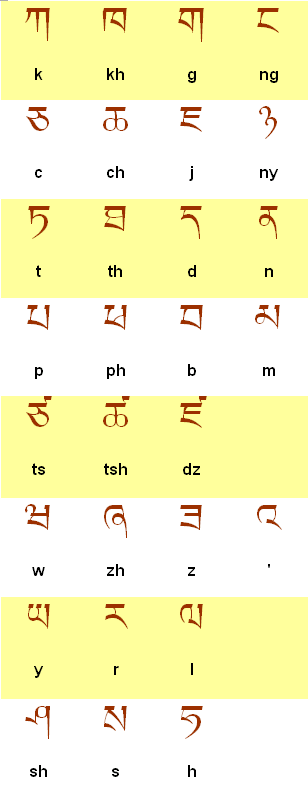
Consonnes tibétaines

- (1959) A Standard System of Tibetan Transcription, Harvard Journal of Asiatic Studies, vol. 22, p. 261-267
- (1959) Dating the Tibetan Geography 'Dzam-glig-rgyas-bshad through its description of the western hemisphere, Central Asiatic Journal, vol. IV-4, p. 300-311
- The Tibetan Tradition of Geography, Bulletin of Tibetology, p. 17-26
- The First Mongol Conquest of Tibet Reinterpreted, Harvard Journal of Asiatic Studies, vol. 37, No. 1 (Jun., 1977), pp. 103-133